# Марокко на зимних Олимпийских играх 2014
Марокко принимал участие в зимних Олимпийских играх 2014, которые прошли в Сочи, Россия с 7-го по 23-е февраля 2014 года. Сборная была представлена двумя горнолыжниками — мужчиной и женщиной.

## Горнолыжный спорт
30 декабря 2013 года на Олимпиаду квалифицировался победитель супергиганта на первых зимних юношеских Олимпийских играх — Адам Ламхамеди. Позднее на Игры квалифицировалась и Кенза Тази.
Мужчины
| Спортсмен      | Дисциплина        | 1-я попытка | 2-я попытка | Всего   | Отставание | Место |
| -------------- | ----------------- | ----------- | ----------- | ------- | ---------- | ----- |
| Адам Ламхамеди | Гигантский слалом | 1:29,27     | 1:29,96     | 2:59,23 | +13,94     | 47    |
| Адам Ламхамеди | Слалом            | 54,47       | DNF         | DNF     | DNF        | DNF   |

Женщины
| Спортсменка | Дисциплина        | 1-я попытка | 2-я попытка | Всего   | Отставание | Место |
| ----------- | ----------------- | ----------- | ----------- | ------- | ---------- | ----- |
| Кенза Тази  | Гигантский слалом | 1:35,27     | 1:34,52     | 3:09,79 | +32,92     | 62    |
| Кенза Тази  | Слалом            | 1:10,19     | 1:06,96     | 2:17,15 | +32,61     | 45    |